# Premio al mejor Baloncestista Masculino del Año de la Great Midwest Conference
El Premio al mejor Baloncestista Masculino del Año de la Great Midwest Conference (en inglés, Great Midwest Conference Men's Basketball Player of the Year) es un galardón que otorgaba la Great Midwest Conference al jugador de baloncesto masculino más destacado del año. El premio fue entregado por primera vez en la temporada 1991–92 y finalizó en la 1994–95 tras la desaparición de la conferencia. Cuatro jugadores recibieron el galardón, pero solo Anfernee "Penny" Hardaway lo ganó en dos ocasiones.
La Great Midwest Conference fue una conferencia de la División I de la NCAA que existió desde 1991 hasta 1995. Fue formada en 1990 con seis miembros – Cincinnati y Memphis State (ahora Memphis) de la Metro Conference; UAB de la Sun Belt Conference; Marquette y Saint Louis de la Midwestern Collegiate Conference (en la actualidad Horizon League), y la independiente DePaul. Dayton se unió en 1993.
En 1995, la reunificación con la Metro Conference y los equipos de la Southwest Conference formaron la Conference USA. A fecha de 2009, sólo dos universidades de la Great Midwest Conference, Memphis y UAB, todavía pertenecen a la C-USA.

## Ganadores
| Jugador (X) | Denota el número de veces que ha conseguido el galardón |

| Temporada | Jugador               | Universidad   | Posición      | Curso  |
| --------- | --------------------- | ------------- | ------------- | ------ |
| 1991–92   | Anfernee Hardaway     | Memphis State | Escolta/Alero | Junior |
| 1992–93   | Anfernee Hardaway (2) | Memphis State | Escolta/Alero | Senior |
| 1993–94   | Jim McIlvaine         | Marquette     | Pívot         | Senior |
| 1994–95   | Tom Kleinschmidt      | DePaul        | Escolta       | Senior |

## Ganadores por universidad
| Universidad (en GMC desde) | Premios | Años       |
| -------------------------- | ------- | ---------- |
| Memphis State (1991)       | 2       | 1992, 1993 |
| Marquette (1991)           | 1       | 1994       |
| DePaul (1991)              | 1       | 1995       |
| Cincinnati (1991)          | 0       | —          |
| Saint Louis (1991)         | 0       | —          |
| UAB (1991)                 | 0       | —          |